# Silvanoprus sikhotensis
Silvanoprus sikhotensis is een keversoort uit de familie spitshalskevers (Silvanidae). De wetenschappelijke naam van de soort werd in 1992 gepubliceerd door Krivolutskaja.